# Рудники (Тернопольская область)
Рудники (укр. Рудники) — село в Подгаецкой городской общине Тернопольского района Тернопольской области Украины.
До 2020 года входило в Подгаецкий район.
Население по переписи 2001 года составляло 240 человек. Почтовый индекс — 48030. Телефонный код — 3542.